# نهر كارون

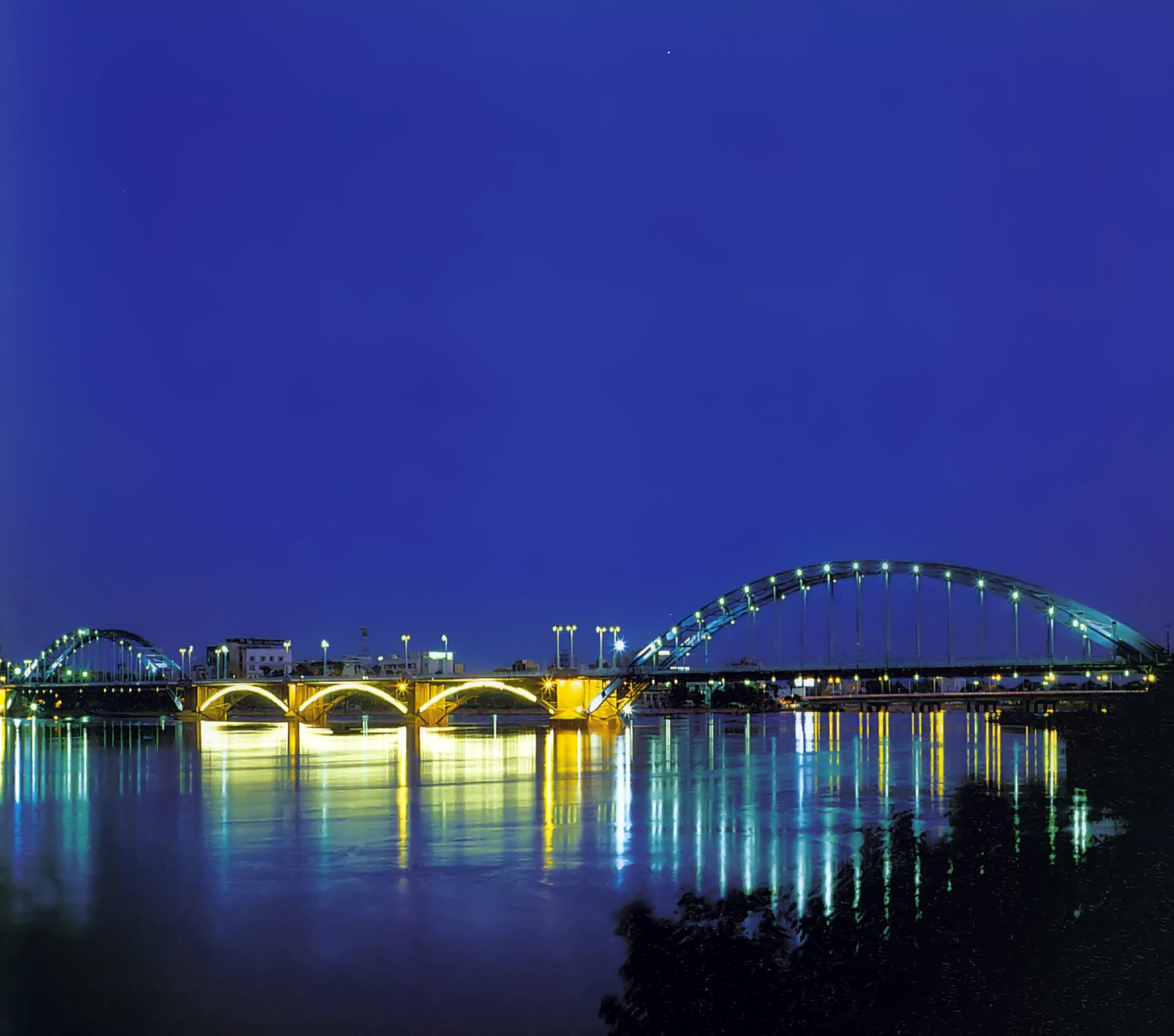
نهر كارون خلال مروره بمدينة الأحواز

نهر كارون (وعُرف قديمًا بـالمسرقان  والدُّجَيْل) نهر يقع في الأحواز في إيران، ويعتبر من أقدم الأنهار التاريخية التي تأسست على ضفافها أقدم الحضارات التاريخية. ينبع من زردكوه والتي تعني الجبل الأصفر ضمن سلسلة جبال زاغروس، ثم يصب في شط العرب ومنه إلى الخليج العربي، مُشكلاً دلتا جزيرة عبادان، يبلغ طول نهر كارون حوالي 590 ميل أي 950 كيلومتر .
حدد يوريس زارينس وعلماء آخرون نهر كارون باعتباره أحد أنهار جنات عدن الأربعة، والأنهار الأخرى هي دجلة والفرات وإما وادي الباطن أو الكرخة.

## أصل التسمية
في العصور الكلاسيكية المبكرة، كان نهر كارون يُعرف باسم باستيجريس. أما الاسم الحديث في العصور الوسطى والحديثة فهو كارون، وهو تحريف لاسم كوهرانج، والذي لا يزال يحتفظ به أحد الرافدين الأساسيين لنهر كارون. يُسجّل أيضًا المؤلّف البريطاني جون غوردون لوريمر، في دليله الجغرافي للخليج العربي وعمان ووسط الجزيرة العربية، أنّ النهر عُرف باسم «الدجيل»، والذي يمكن ترجمته «دجلة الصغيرة».

## المسار

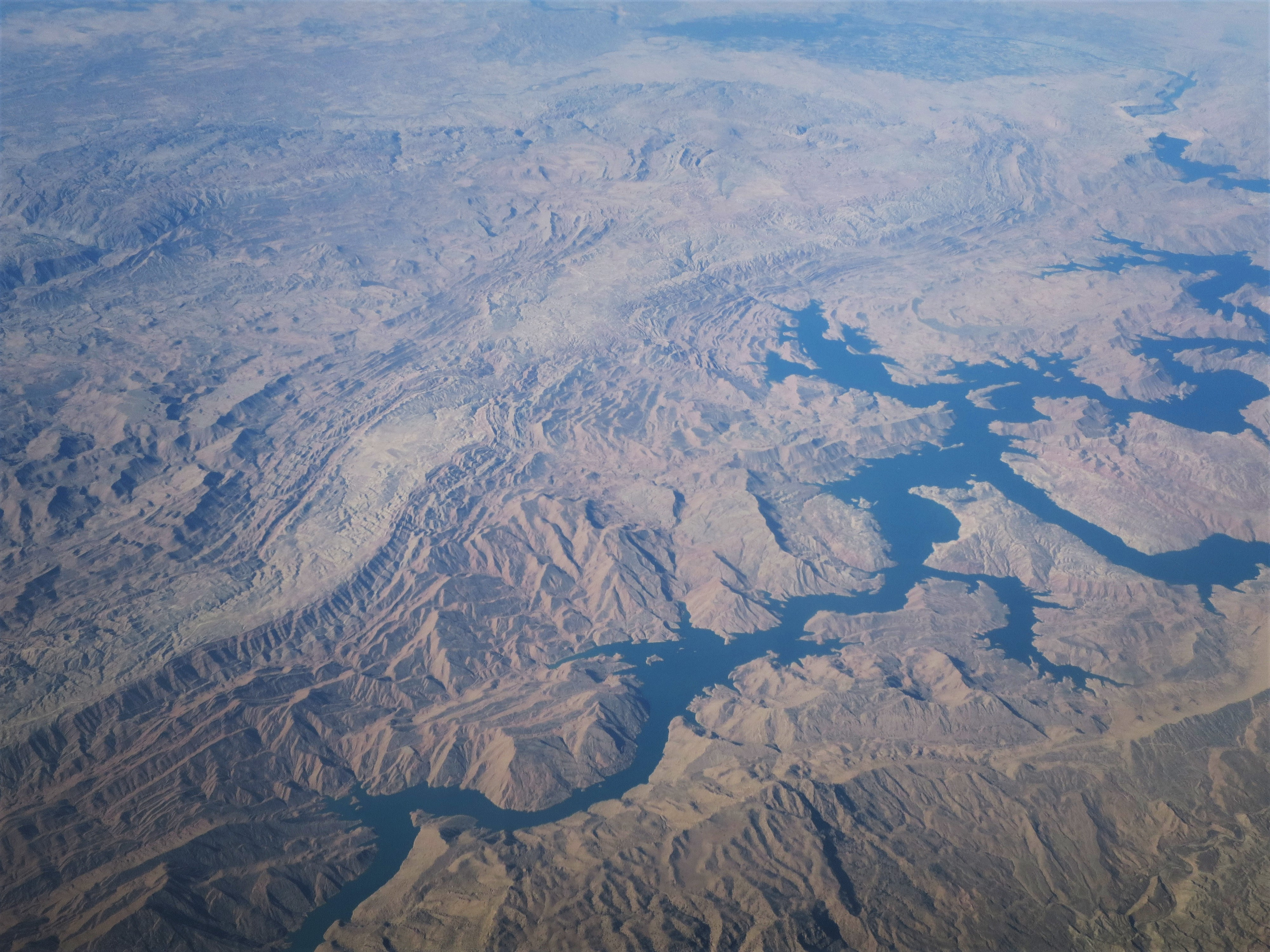
الجزء المحاط بالقرب من مسجد سليمان

ينشأ في جبال زاغروس في غرب إيران، على منحدرات 4,221 م (13,848 قدم) زرد كوه. يتدفق النهر جنوبًا وغربًا عبر العديد من التلال الجبلية البارزة، ويتلقى مياه إضافية من نهر فاناك على الضفة الجنوبية، ونهر بازوفت في الشمال. تضيف هذه الروافد إلى مستجمعات النهر فوق سد كارون 4، 25 كيلومتر (16 ميل) في اتجاه مجرى النهر، ويتوسّع نهر كارون في الخزان الذي شكله سد كارون-3.
يصبّ نهر الخرسان في ذراع الخزان من الجنوب الشرقي. يمر النهر عبر هذا الخزان ويتدفق عبر واد ضيق، في الاتجاه الشمالي الغربي، بعد إيذج، ويلتف في النهاية إلى سهل سوسان. ثم يتحول نهر كارون شمالاً إلى خزان سد الشهيد عباسبور (كارون -1)، الذي يغمر مجرى النهر إلى الجنوب الغربي. يتدفق نهر كارون باتجاه الجنوب الغربي إلى حصن سد مسجد سليمان (كارون 2)، ثم يتجه إلى الشمال الغربي. أخيرًا، يترك سفوح الجبال ويتدفق جنوبًا عبر تستر والتقائها مع نهر دز. ثم يمر إلى الجنوب الغربي، عبر مدينة الأحواز، وجنوباً عبر الأراضي الزراعية حتى مصبها على نهر أرفاند رود في مدينة المحمرة، حيث تتجه مياهه، إلى جانب مياه نهري دجلة والفرات، بشكل حاد إلى الجنوب الشرقي لتتدفق إلى الخليج العربي.

## الحوض

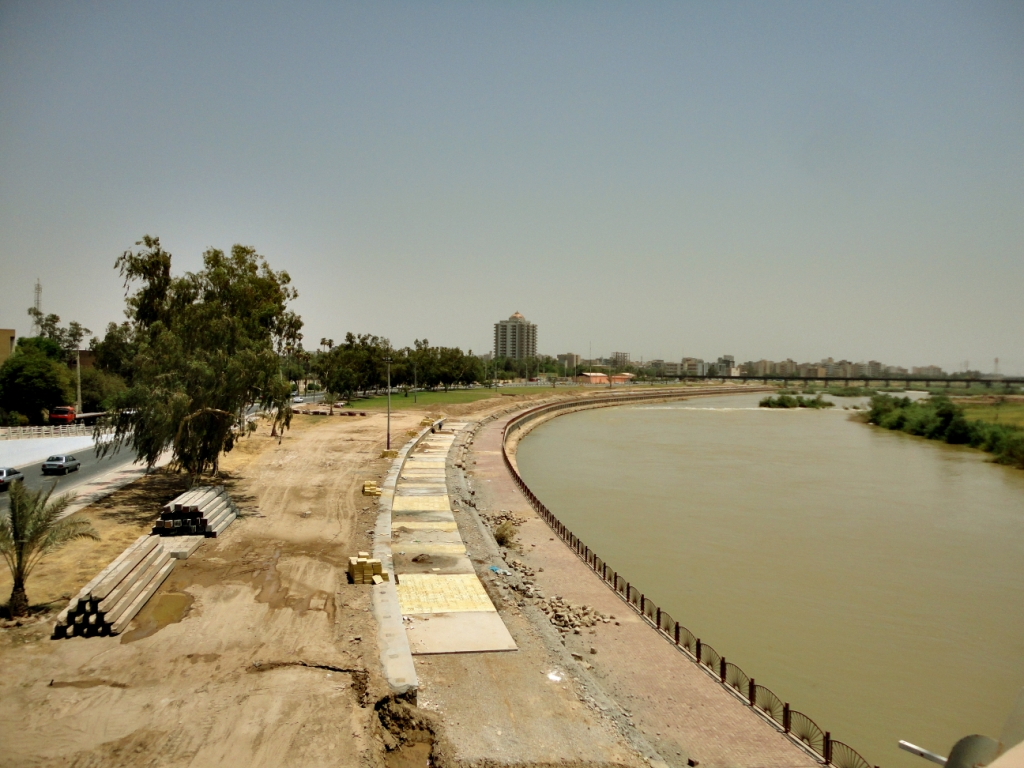
نهر الكارون بالقرب من الأهواز

يعتبر أكبر نهر عن طريق التصريف في إيران، يغطي حد التصريف لنهر كارون 65,230 كيلومتر مربع (25,190 ميل2) في أجزاء من مقاطعتين إيرانيتين. يبلغ طول النهر حوالي 950 كيلومتر (590 ميل) ويبلغ معدل تفريغه 575 متر مكعب لكل ثانية (20,300 قدم3/ث). أكبر مدينة على النهر هي الأحواز، مع أكثر من 1.3 مليون نسمة. تشمل المدن المهمة الأخرى تستر والمحمرة ومسجد سليمان وإيذج.
ترتبط الكثير من وسائل النقل والموارد في خوزستان بطريقة أو بأخرى بكارون. منذ اكتشاف البريطانيين النفط لأول مرة في مسجد سليمان، كان نهر كارون طريقًا مهمًا لنقل البترول إلى الخليج العربي، ولا يزال ممرًا مائيًا تجاريًا مهمًا. تُوفّر مياه نهر كارون الريّ لما يزيد عن 280,000 هكتار (690,000 أكر) من السهل المحيط، و 100,000 هكتار (250,000 أكر) أخرى مخطط لها لتلقي المياه.

## تجفيف

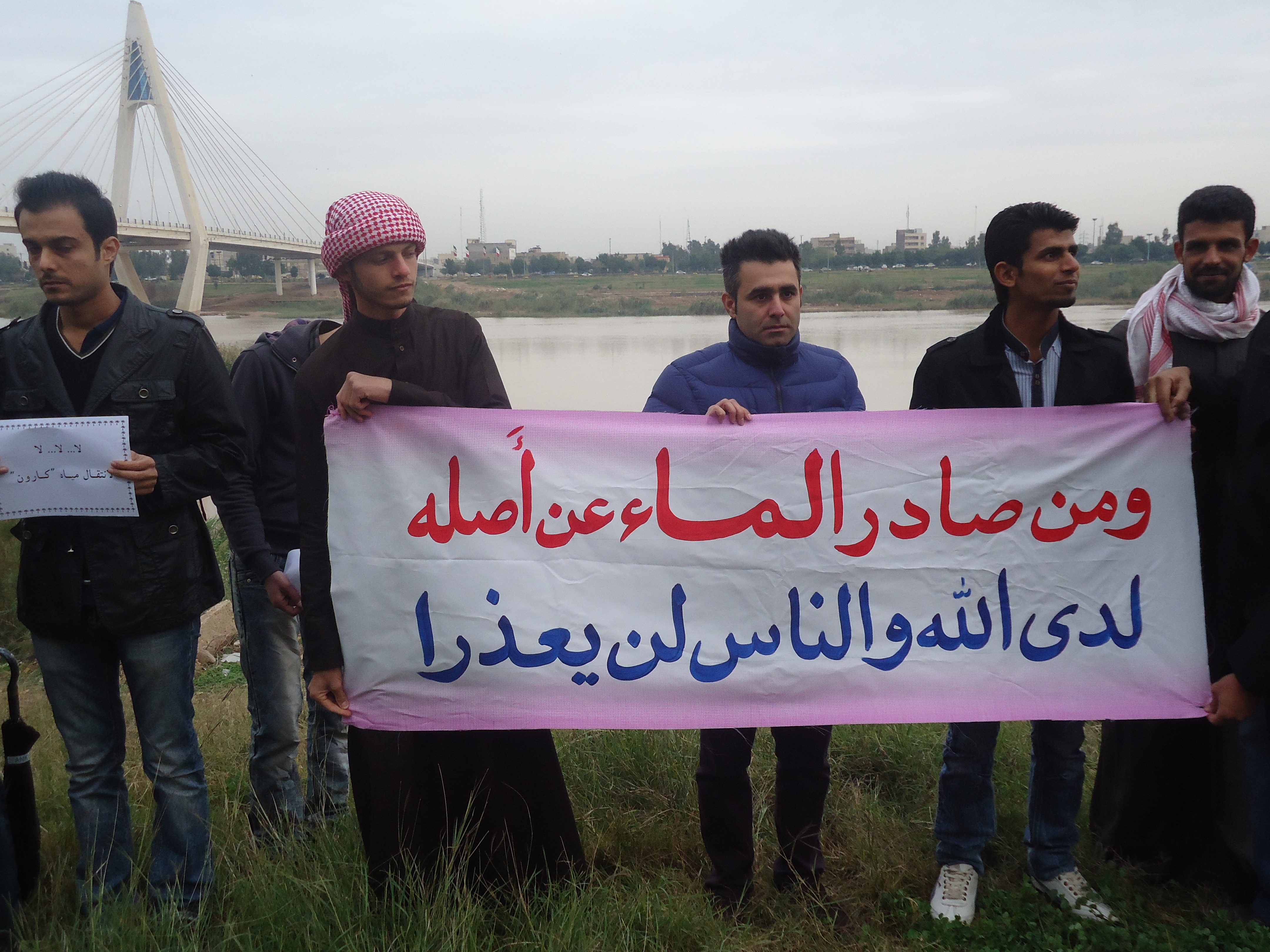
احتجاجات سلمية مناهضة لتجفيف نهر كارون بالأحواز

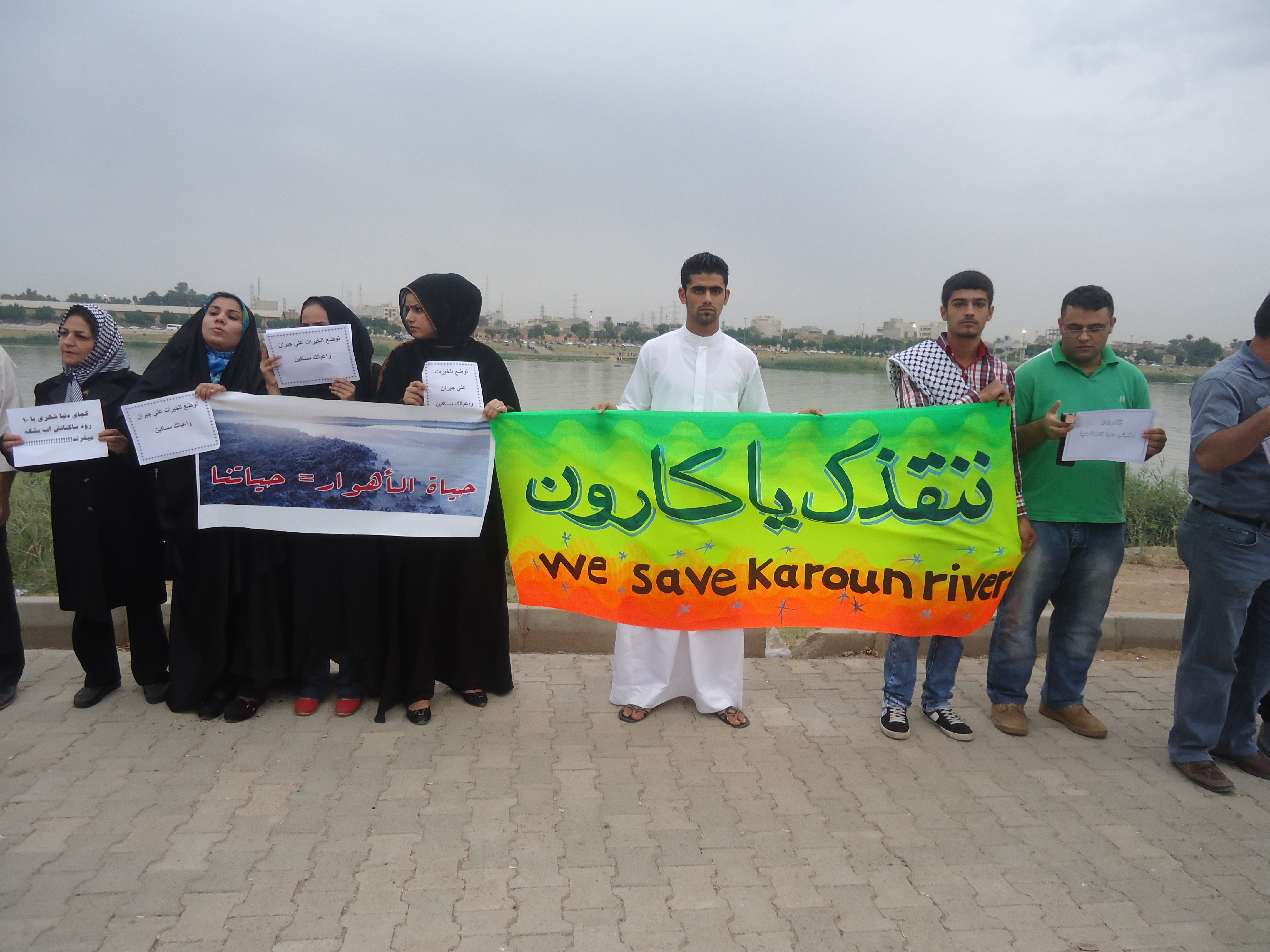
احتجاجات سلمية مناهضة لتجفيف نهر كارون بالأحواز

قررت الحكومة الإيرانية نقل مياه هذا النهر إلى أصفهان من خلال بناء سدود كثيرة وحفر قنوات لنقل المياه إلى نهر زاينده رود في أصفهان، وبالتالي تجفيف نهر كارون، ما أدى إلى تفاقم الكوارث البيئية وتهديد حياة المواطنين. فقدم آلاف الشباب والشابات يحملون لافتات باللغات العربية والفارسية والإنجليزية تعبر عن امتعاضهم واحتجاجهم على الكوارث البيئية الناتجة عن نقل مياه كارون وتلوث مياه الشرب وانخفاض حاد لمستوى المياه، ما أدى إلى انتشار الأمراض والأوبئة.